# Adolf von Schlagintweit
Adolf von Schlagintweit ( 9 de enero de 1829 - 26 de agosto de 1857) fue un botánico, y explorador de Asia Central alemán.
Era el segundo de cinco hermanos, de Múnich, y su primera obra fue un estudio científico en los Alpes, entre 1846 a 1848, junto con su hermano Hermann. Se consagraron con Untersuchungen über die physikalische Geographie der Alpen (Estudios sobre la geografía física de los Alpes) (1850), y se les unió posteriormente su hermano Robert; y los tres juntos publicaron Neue Untersuchungen über die physikalische Geographie und Geologie der Alpen ( Nuevos estudios sobre la geografía física y la geología de los Alpes ) en 1854.
En 1854, actuando por recomendación de Alexander von Humboldt, la Compañía Británica de las Indias Orientales los comisionó a Hermann, Adolf, y a Robert para realizar investigaciones en su territorio, en particular en estudios sobre el campo magnético terráqueo. Así, durante los siguientes tres años, viajaron por el Decán, subieron a los Himalayas, a Karakoram, y a las montañas Kunlun.
Mientras Hermann y Robert retornaron de sus travesías a principios de 1857, Adolf se mantuvo explorando más allá, pero mas sin juicio fue decapitado en Kashgar por Wali Khan, el emir de Kashgar, el 26 de agosto de ese año como un espía a favor de los chinos. Las circunstancias de su muerte no fueron conocidas en Europa hasta 1859, cuando Chokan Valikhanov visitó Kashgar disfrazado de comerciante, y satisfactoriamente regresó al Imperio ruso.
- La abreviatura «A.Schlag.» se emplea para indicar a Adolf von Schlagintweit como autoridad en la descripción y clasificación científica de los vegetales.[2]